# Ed Roth

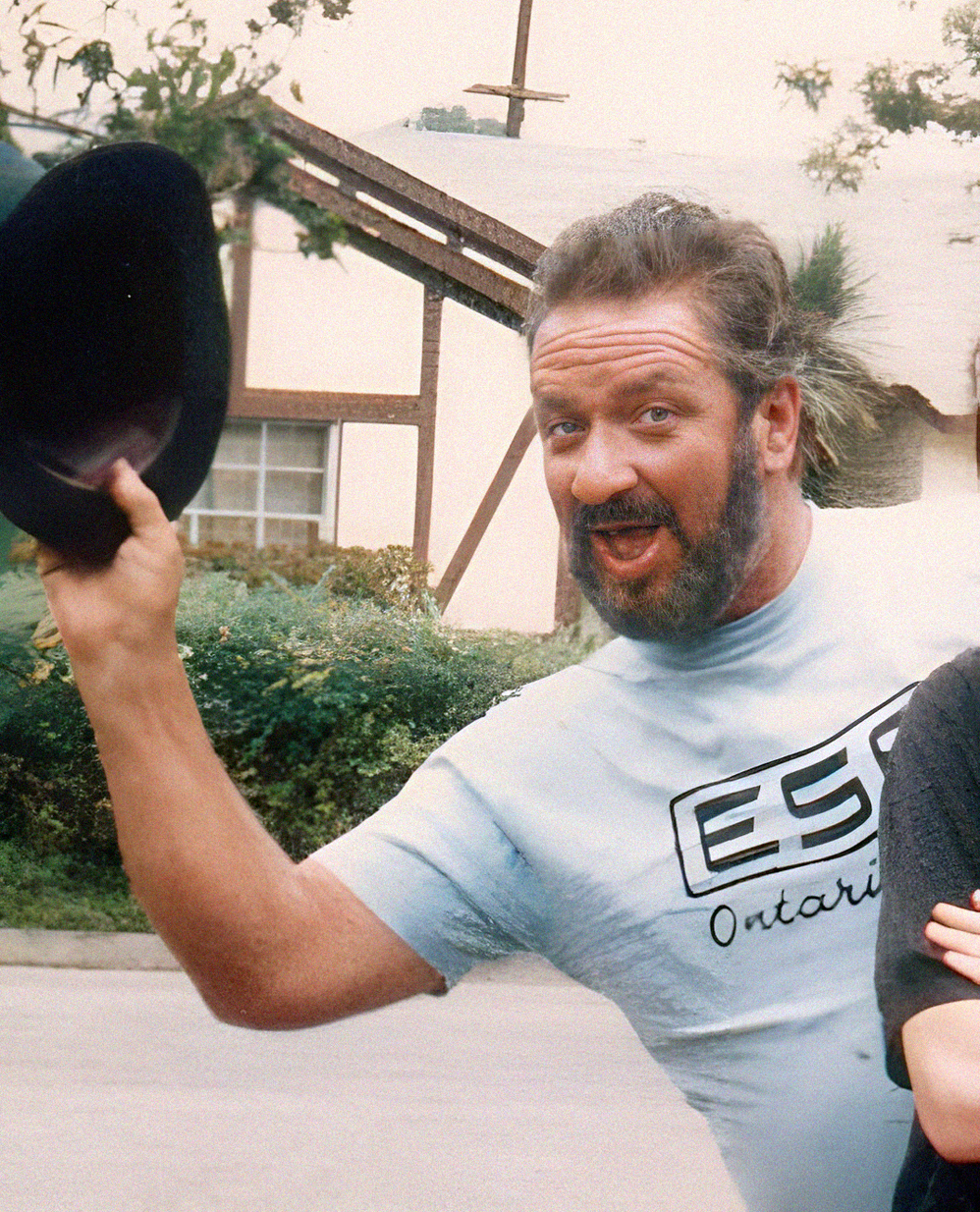
„Big Daddy“ Ed Roth (1987)

Ed „Big Daddy“ Roth (* 4. März 1932 in Los Angeles, Kalifornien; † 4. April 2001) war ein US-amerikanischer Künstler, Car-Customizer und Cartoonist.
Seine berühmteste Schöpfung auf dem Papier ist der groteske Nager Rat Fink, den Roth so entwarf, wie er sich den Vater von Micky Maus vorstellte. In seiner Tätigkeit als Customizer war „Big Daddy“ in den 1960er-Jahren eine der Schlüsselfiguren in der Kustom-Kulture- und Hot-Rodding-Bewegung Kaliforniens. Dank ihm wurde aus der hauptsächlich auf Leistungssteigerung orientierten Hinterhofszene des Hot Rodding eine Kunstform, in der ästhetische und künstlerische Aspekte eine ebenso große Rolle spielen. Zudem war Roth Pionier auf dem Gebiet der Fiberglas-Karosserien.

## Galerie

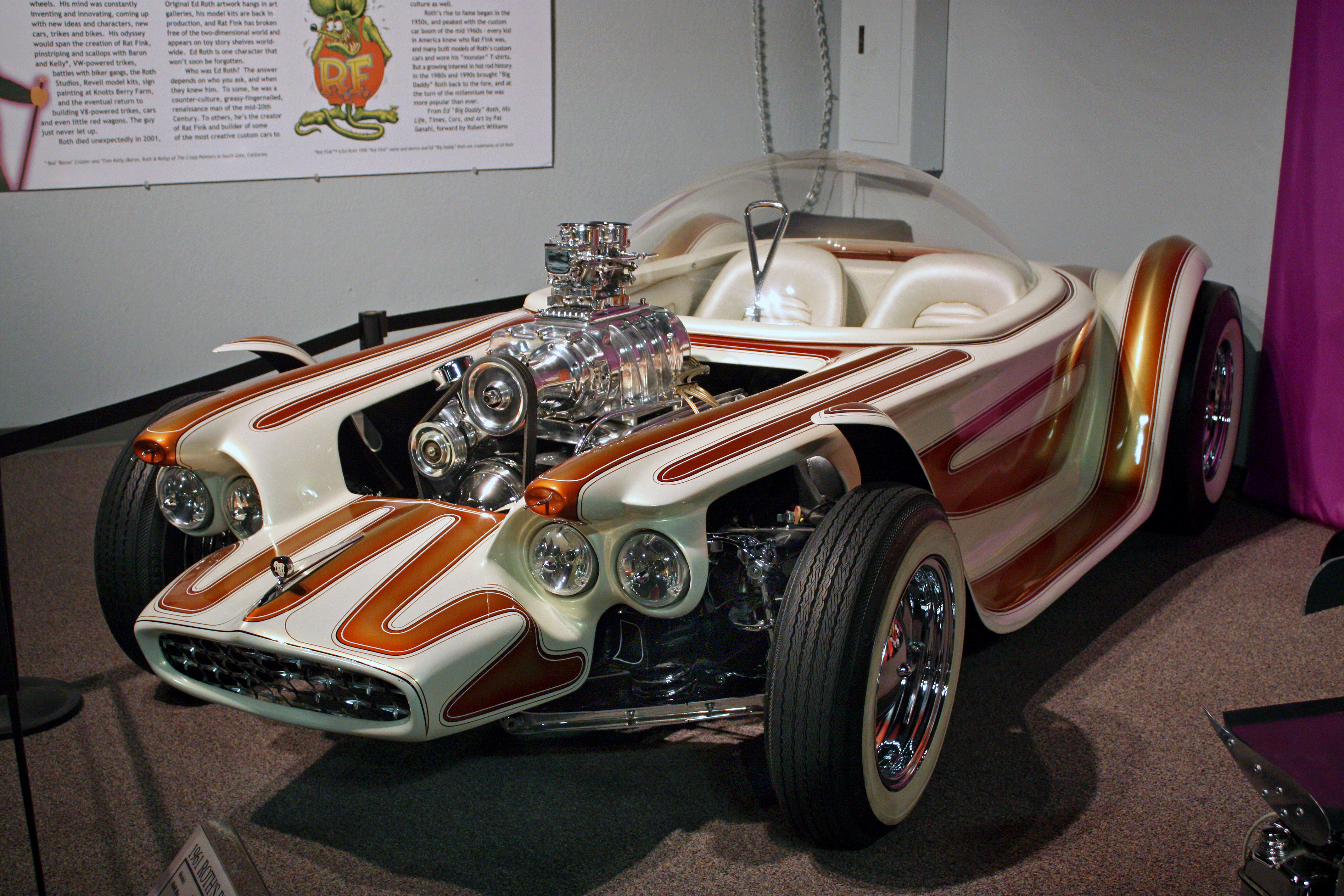
Beatnik Bandit 1961
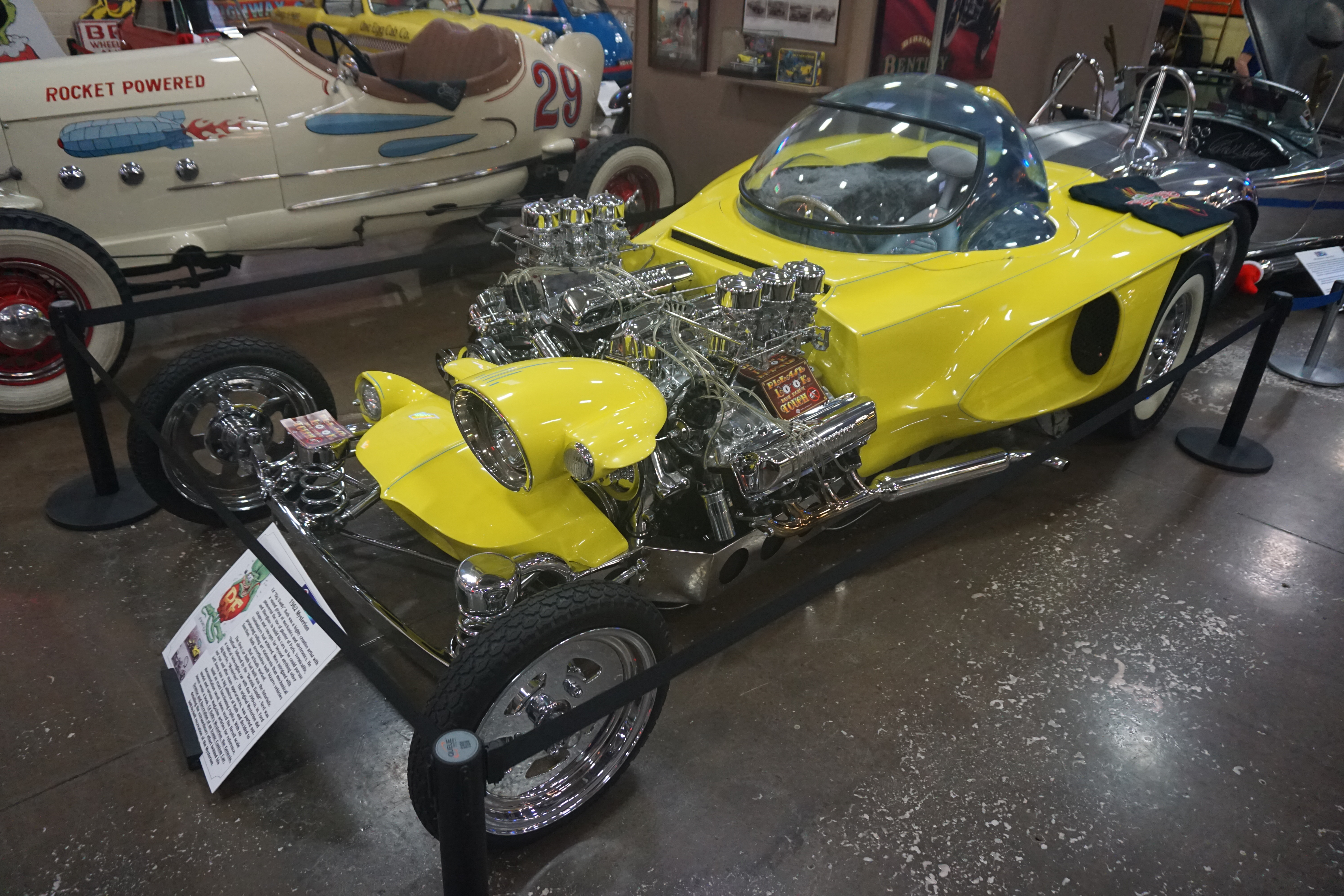
Mysterion 1962
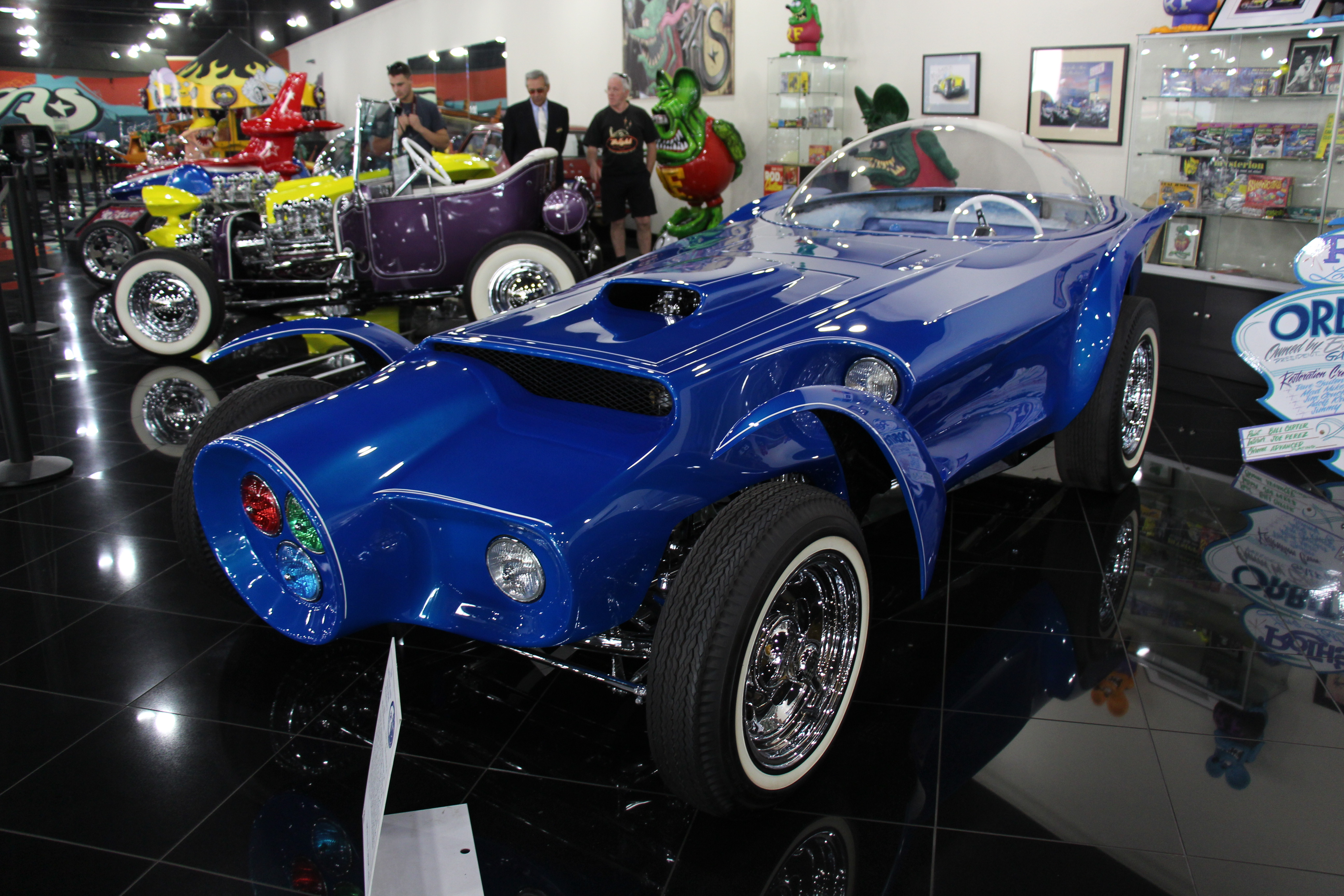
Orbitron 1964
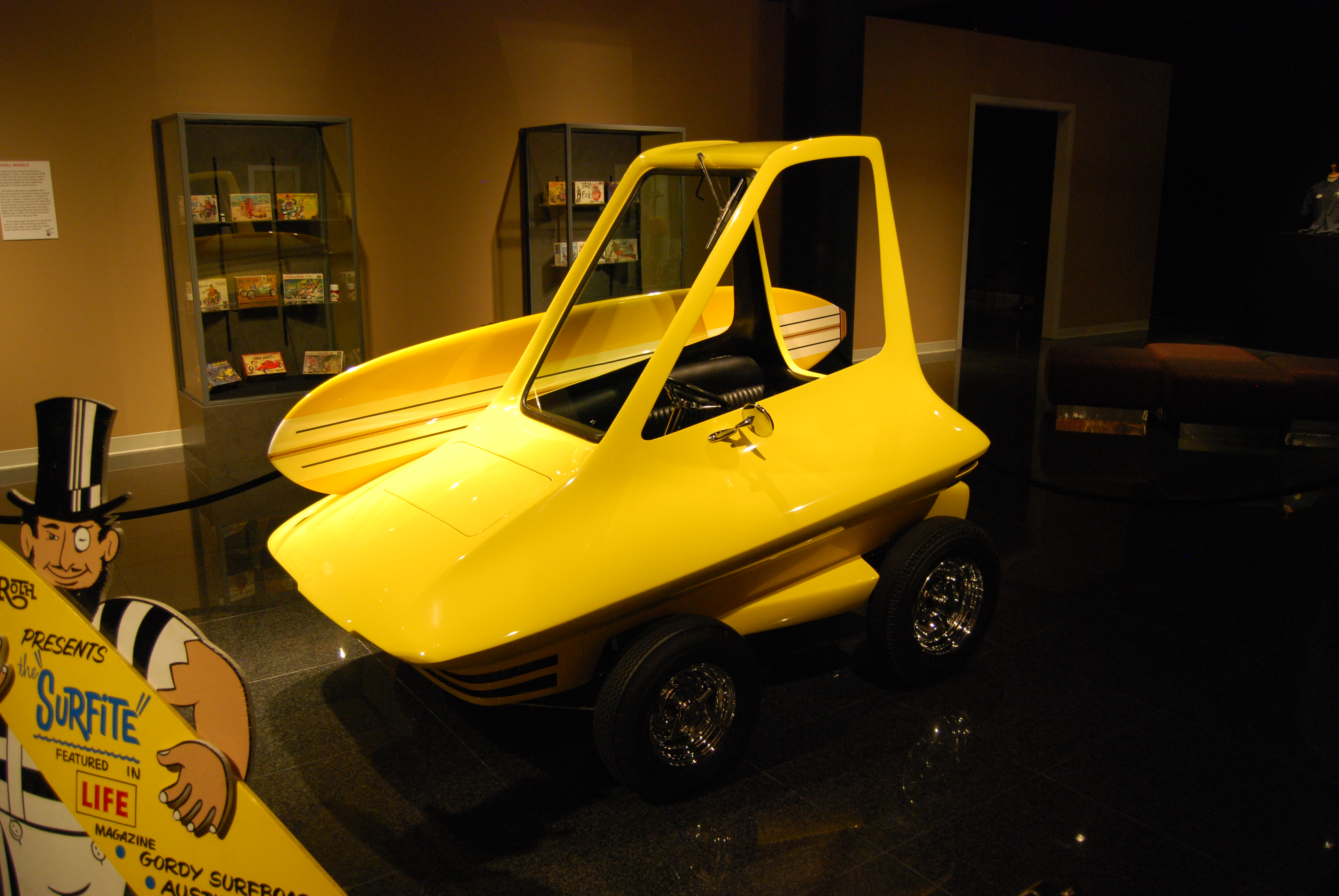
Surfite 1964
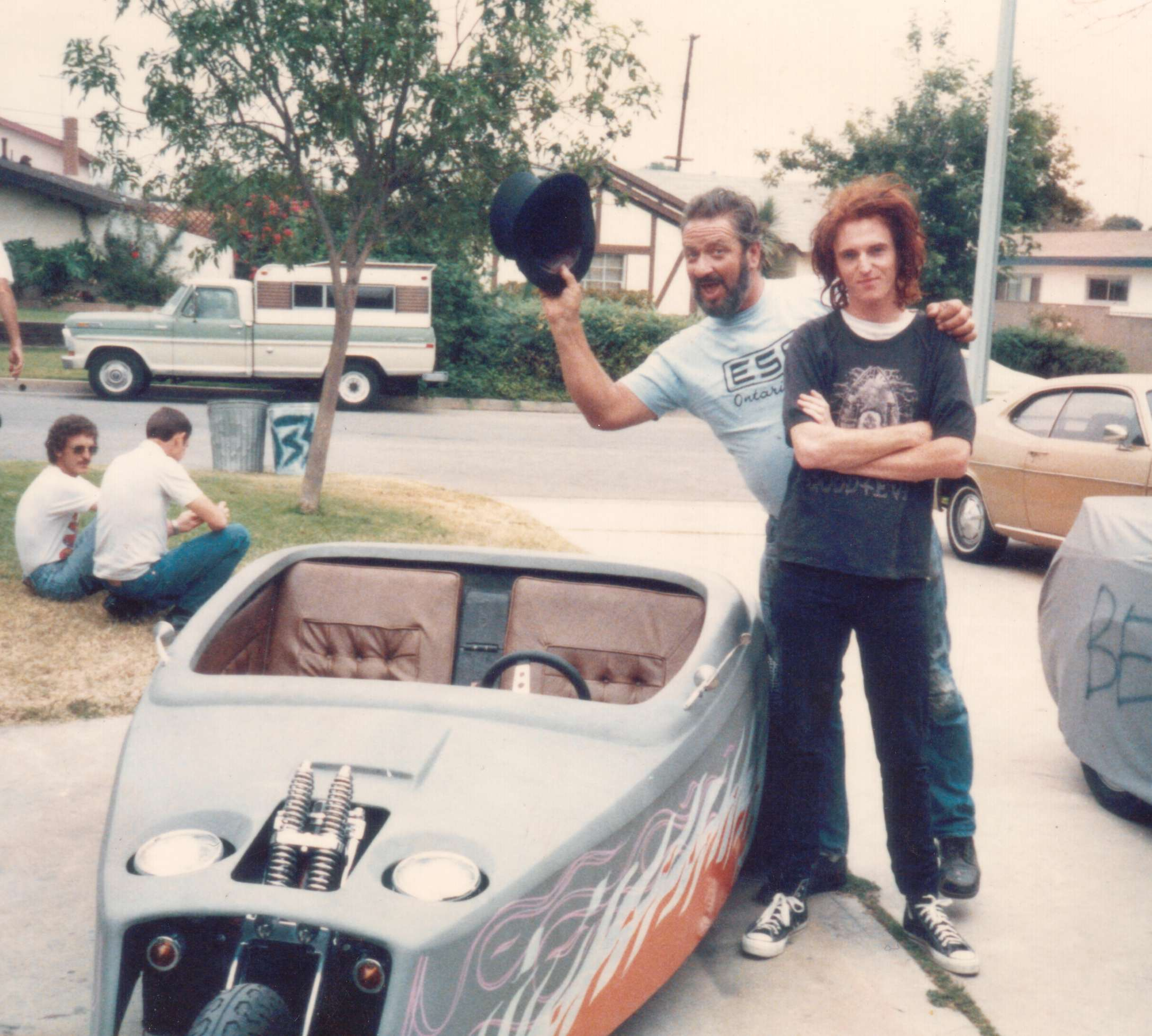
Trike Globe Hopper 1987